# 도매꾹
2002년 첫 서비스를 시작한 도매꾹은 대한민국 B2B 오픈마켓으로, (주)지앤지커머스가 운영하는 서비스이다. 
지난 20년간 랭키닷컴에서 인증한 B2B 온라인종합 부문 1위 사이트로, 현재 260만 명의 회원을 보유하고 있다. 약 1천만 정도의 구매 가능한 상품이 있으며, 일 평균 약 4만 상품이 업데이트, 일주일 평균 500만 상품이 거래되고 있다. 도매꾹에서는 오프라인 소매상인, 공동구매자, 온라인 쇼핑몰 창업자 등이 거래를 하고 있다. 
도매꾹은 서울특별시 여의도에 위치하고 있으며, 지난 2017년 온라인 창업을 하는 전문셀러 양성 지원을 위하여 '도매꾹평생교육원 (현 도매꾹도매매교육센터)'를 운영중이다.

## 같이 보기
- 도매매
- 도매매 스피드고전송기
- 도매꾹도매매교육센터
- 지앤지커머스
- 에그돔